# Savino Del Bene
Agenzia Marittima Trasporti Internazionali Savino Del Bene SPA o più brevemente Savino Del Bene è un'agenzia di trasporti italiana, fondata a Firenze alla fine dell'800 dalla famiglia Del Bene.

## Storia
La società fu costituita nel 1899 ad opera della famiglia Del Bene. Da una iniziale realtà familiare di trasporti marittimi, è nel secondo dopoguerra che la Savino Del Bene afferma la propria operatività, assumendo un ruolo di  rilievo negli scambi fra l’Italia e il Nord America.
Organizza il trasporto di merci in quasi tutti i paesi del mondo e servizi connessi all'import-export di merci.
La società è stata quotata in borsa, tra il 1996 e il 2003, anno in cui è stata acquisita da Paolo Nocentini e Silvano Brandani. Successivamente, nel 2013, il consiglio d'amministrazione aveva provato a ri-quotare l'azienda alla borsa di Milano, ma dovette alla fine ritirare l'OPV a causa delle poche adesioni, probabilmente dovute a quella contemporanea di Moncler.
L'attuale presidente Paolo Nocentini è anche proprietario, e tramite la società sponsorizza, la Savino Del Bene Volley, squadra di pallavolo di Scandicci, comune dove si trova la sede principale della società.